# Jフットニスタ
『Jフットニスタ』（ジェイフットニスタ）は朝日放送（ABC）テレビで、2015年4月7日から火曜日の未明（月曜日の深夜）に放送していたサッカー情報番組。2018年シーズンはDAZN、2019年シーズンには明治安田生命、2020年・2021年シーズンにはエディオン、2022年・2024年（4月2日放送分より）シーズンにはサントリーの単独提供番組として放送されている。

## 番組概要
プロ野球・阪神タイガースの情報番組『虎バン』を制作してきたABCテレビが、「関西初のJリーグ応援番組」と銘打って放送。同局の放送対象地域である関西地方のJリーグクラブ（ガンバ大阪・ヴィッセル神戸・セレッソ大阪・京都サンガF.C.・FC大阪・奈良クラブ）の選手が週替わりで登場するほか、Jリーグのシーズン中には、放送前週に開かれた以上6クラブの公式戦のダイジェストを放送する。
開始当初は6分間の番組であったが、2016年2月2日以降は、放送時間を徐々に拡大。2015年4月6日から2017年12月25日までは、第2代Jリーグ女子マネジャー（当時）の佐藤美希がMCを務めた。 
放送時間を25分間にまで拡大した2018年2月27日からは、MCを佐藤から澤田有也佳（朝日放送テレビアナウンサー）へ交代。また、ピン芸人のトニーフランクが「馬と魚」という芸名で活動していた時期の書き下ろし曲「GOAL!」を、エンディングテーマ曲に起用している。ただし、佐藤はMCを降りてからも、一部コーナーのタイトル映像に登場。特別企画へ出演することがあった。
第2代MCの澤田は、2019年シーズンの最終放送（2020年1月7日放送分）で出演を終了。2020年シーズン（同年2月18日の第2回放送） からは、トニーフランクと同じく吉本興業へ所属するアキナ（秋山賢太・山名文和）を、第3代のMCに迎えていた。ただし、山名は2022年シーズンの最終放送で降板。なお、2023年シーズンには、秋山と朝日放送テレビアナウンサー（小縣裕介・高野純一・小西陸斗から週替わりで1名）のコンビで進行している。
2024年シーズンからは、前年まで女子サッカーの現役選手だった岩渕真奈（元・サッカー女子日本代表）が、秋山とのコンビでMCを担当。プロサッカーの経験者を当番組のMCにレギュラーで起用することは岩渕は初めてで、放送上は解説役を兼務している。

## 放送時間の変遷
| 期間                          | 放送時間（日本時間）     |
| ----------------------------- | ------------------------ |
| 2015年4月7日 - 2016年1月26日  | 火曜 2:14 - 2:20（6分）  |
| 2016年2月2日 - 2017年12月26日 | 火曜 2:14 - 2:25（11分） |
| 2018年2月27日 - 2018年9月25日 | 火曜 2:09 - 2:34（25分） |
| 2018年10月2日 - 2020年3月31日 | 火曜 2:14 - 2:39（25分） |
| 2020年4月7日 - 9月29日        | 火曜 2:10 - 2:35（25分） |
| 2020年10月6日 - 2021年3月30日 | 火曜 1:58 - 2:28（30分） |
| 2021年4月6日 - 現在           | 火曜 2:14 - 2:39（25分） |

2018年以降は、Jリーグのオフシーズンのうち、基本として年初（1月上 - 中旬）からリーグ戦の開幕直前（2月上 - 中旬）まで放送を休止している。天皇杯 JFA 全日本サッカー選手権大会の決勝が元日の午後に組まれている年で、関西地方のJリーグクラブが1チームでも決勝に進出できた場合のみ、放送期間を決勝の翌週（1月上旬）にまで延長。決勝のダイジェストとオフシーズン向けの特別企画（詳細後述）によって、レギュラー放送を締めくくっている。

## 出演者

### MC
- 初代：佐藤美希（番組開始 - 2017年12月）
- 第2代：澤田有也佳（朝日放送→朝日放送テレビアナウンサー、2018年2月 - 2020年1月）
- 第3代：秋山賢太・山名文和（アキナ、2020年2月18日 - 2022年12月）
  - スポーツ関連番組へのレギュラー出演は初めてで、就任後最初の収録には、村井満（Jリーグチェアマン）がVTRを通じて激励のメッセージを寄せた。
  - 2022年2月8日・15日・22日放送分では、秋山が新型コロナウイルスの濃厚接触者に認定されたため欠席。代理のMCとして、8日に元サッカー日本代表の加地亮が出演し、山名と共同で務めた。15日以降は山名が単独で担当。
- 第4代：秋山賢太（2023年2月 - ）
  - 2023年6月27日放送分では、秋山がお休みとなり、代理のMCとして哲夫（笑い飯）が出演した。
  - 2023年8月8日放送分では、お休みの秋山の代理のMCとして山名が久しぶりに登場した。
- 第5代：岩渕真奈（元・サッカー日本女子代表、2024年2月 -　）
  - 現役時代のポジションはFWやMFで、2017年のシーズン途中（6月）から2020年シーズンまでは、当時なでしこリーグに所属していたINAC神戸レオネッサでプレー。当番組ではINACの選手や活動を定期的に取り上げているため、在籍中にもINAC関連のインタビューや企画に登場することがあった。なお、MCへの就任後は秋山とのコンビで出演。
  - 2024年7月23日放送分では、東海道新幹線豊橋駅 - 三河安城駅間の保守車両同士の衝撃による脱線事故により、浜松駅 - 名古屋駅間の上下線で終日運転を見合わせた影響で欠席した。
  - 2024年9月3日放送分では、台風10号の影響で欠席。代理として加地が出演した。

### アシスタント
- 初代：小縣裕介・高野純一・小西陸斗（いずれも朝日放送テレビアナウンサー、2023年2月 - 2023年12月）
  - 2022年シーズンで降板した山名の後任として、いずれか1名が週替わりで出演。
  - 2024年11月12日・19日放送分では、秋山がお休みとなり、小西・小縣が代理MCを担当した。

### ナレーター
- 初代：堀江良信（番組開始 - 2020年12月）
- 第2代：北條瑛祐・佐藤修平・福井治人・高野純一・中邨雄二・藤崎健一郎・戸石伸泰・山下剛・上田剛彦・柴田博・加瀬征弘・横山太一・平野康太郎（朝日放送テレビアナウンサー、2021年2月 - 8月[5]）
- 第3代：平野康太郎（2022年8月 - 12月）
- 第4代：佐藤修平・平野康太郎
- 第5代：寺田健人（当番組の制作に協力しているベスティ所属のスポーツアナウンサー）
  - 古川昌希（2023年7月10日）
  - 横山太一（2023年8月8日）
- 第6代：有田洋之

## 主なコーナー
関西のJリーグ・WEリーグ加盟クラブ最新情報
DAZNがJリーグ全試合の中継権を保有している2018年以降の放送では、同社配信の中継動画を編集した映像を、関西Jリーグ全クラブの試合ダイジェストに使用している。
Jリーグクラブに限らず、（初代）なでしこリーグ→WEリーグに加盟するINAC神戸レオネッサ、サッカー日本代表、海外のプロリーグで活躍する関西出身選手の最新情報も番組の後半で放送している。2021年のWEリーグ開幕後からしばらくは、レオネッサをアキナが取り上げる際に、ウェブシャーク（WEリーグのタイトルパートナー）で取り扱っているビーズソファの「Yogibo」に座りながら話していた。その一方で、FC大阪と奈良クラブがJFLからJ3リーグへ昇格した2023年以降は、両クラブの情報も取り上げている。
Pitch's Story
関西のJリーグクラブ関係者（新旧の選手・通訳・ホペイロ・営業スタッフなど）から毎回1人に密着したミニドキュメンタリー企画で、2024年2月6日未明（5日深夜）から放送。
真奈のまなざし
岩渕が2024年シーズンからMCへ加わったことを機に、J1リーグにおける同年のレギュラーシーズン序盤（4月9日未明＝8日深夜放送分）から開始。放送当日の冒頭で取り上げたリーグ戦に関西地方のクラブから出場していた選手を対象に、岩渕がとりわけ気になった1つのプレーを深く掘り下げながら解説する。2024年7月23日放送分では、前述した理由で岩渕が欠席したため、秋山が担当した。
秋山がコーナータイトルを告げた直後に、岩渕がテレビカメラを見詰めながら、右手の人差し指を正面のカメラに黙って向けることが特徴。放送上は、その姿を3つの方向から撮影した映像を、編集で組み合わせたうえでコーナーの冒頭に流している。一方の岩渕は、当番組への出演を始めた頃に、このポーズを恥ずかしがりながら披露していた。
収録に際しては、解説対象の選手が所属するクラブのチームカラーと同系統の色（セレッソの選手を解説する場合にはピンク色）のライトを、収録用スタジオ（岩渕と秋山の背後）の白地の壁面へ照らしている。

### 過去
○○のお気に入り! → My favorite KOBE → My Healing → New Face → MY BEST SHOT
INAC神戸に所属する選手が行きつけの飲食店や自分の気に入っているスポットを交互に紹介する企画で、「○○のお気に入り!」時代には、同クラブの試合が直近に開かれなかった週に放送。タイトルの「○○」には、紹介する選手の氏名を入れていた。
「My favorite KOBE」に移行してからは、毎週1人が神戸市内のお気に入りスポットを紹介。直近に試合があった場合でも放送されることがある。2020年シーズンからは、INAC神戸の選手の心を癒やす物事を毎回1名ずつ紹介する「My Healing」にリニューアル。2021年は「New Face」として、新加入選手を紹介。7月からは、「MY BEST SHOT」として、選手の記憶に残る写真について取り上げている。
Jリーグと女子プロリーグ（なでしこリーグ→WEリーグ）のオフシーズンには、関西のJリーグクラブに所属する選手との交流企画（対談やeスポーツ対決など）を放送することもある。
アキナNo.1
アキナのMC就任を機に新設されたコーナーで、Jリーグのシーズン中に放送。当日の放送で紹介した関西のJリーグクラブの試合から、秋山の印象に最も強く残ったプレーを紹介する。2020年シーズンまでは、山名も隔週で紹介役を担当。
アキナは、関西地方のスタジアムでJ1リーグの公式戦が開催される日に、関西のJリーグクラブの選手やサポーターに対する取材でスタジアムへ随時赴いている。
トラッキングデータ分析
2015年シーズンからJリーグに導入された「トラッキングデータ」を分析。
応援メッセージ
各クラブでの女性サポーターからの応援メッセージを放送。
Jのルーツ →　Jのヒケツ
関西のJリーグ4クラブに所属する選手から、毎週1人にインタビュー。「Jのヒケツ」に移行してからは、当該選手にとって大切な物、人、出来事へ焦点を当てるとともに、佐藤によるタイトルコールの映像をオープニングで放送していた。
Jリーグのオフシーズンには、スペシャルバージョンを放送。佐藤がインタビュアーを務めていた。
WORLD SOCCER NEWS
日本以外の国のプロサッカークラブに所属する日本人選手から、放送前週の公式戦で顕著な活躍を見せた選手を、堀江のナレーションで若干名紹介する。紹介する選手には、関西以外の地方出身の選手や、関西地方の学校・Jリーグクラブに所属した経験のない選手も含まれている。
Happy Birthday → Happy News
2020年シーズンから放送。関西のJリーグクラブに所属する選手から、放送日までの1週間に誕生日を迎えた選手を堀江のナレーションで紹介する。2021年シーズンからは、放送日までの1週間に子供が誕生した選手を紹介する。
きょうの一筆
2020年シーズンからエンディングで放送。当日放送されたロケ企画・取材の感想を、書道が得意な山名が毛筆でしたためたうえで紹介していた。2022年シーズンからは、試合のワンシーンを切り取って大喜利のような形で紹介した。